# Индржих IV от Храдец
Хайнрих IV фон Нойхауз или от Храдце (на немски: Heinrich IV von Neuhaus, Heinrich IV von Hradec; на чешки: Jindřich IV z Hradce, * 13 април 1442; † 17 януари 1507) е през 1485–1503 г. най-висшият кемер на Бохемия и през 1503–1507 г. главен бургграф на Прага.
Той произлизс от линията Телч на господарите на Нойхауз (Храдце). Син е на Йохан от Нойхауз от замък Телч (1419–1451) и на Катарина от Щернберг. През 1453 г. той и брат му наследяват бездетния Улрих от Нойхауз. Брат му умира през 1464 г. като младеж. През 1463 г. Хайнрих става регент на господарите на Нойхауз (Храдце). Успява да намали поетите задължения и получава важни служби.
На 17 януари 1507 г. умира при лов.

## Фамилия
Хайнрих се жени първо за Елизабет от род Щернберг, втори път за Агнес от род Кимбург
(† 1485), трети път за Магдалена фон Глайхен и след нейната смърт се жени през 1493 г. за Анна Катарина фон Мюнстерберг (1471–1517), дъщеря на Хайнрих Млади херцог на Мюнстерберг. С нея има две деца:
- Адам I (1494–1531), главен канцлер на Бохемия
- Анна (1497–1570), омъжена 1513 за Хинек Бочек от Кунщат († 1518); втори път 1520 за Ладислав от Щернберг († 1521) и трети път 1522 за Хайнрих VII фон Розенберг († 1526)